# 托尼·马迪根
托尼·马迪根（英語：Tony Madigan，1930年2月4日—2017年10月29日），澳大利亚男子拳击运动员。他曾代表澳大利亚参加1952年、1956年和1960年夏季奥林匹克运动会拳击比赛，其中1960年奥运会获得一枚铜牌。